# Skalenoeder

Di-trigonal eller hexagonal skalenoeder.

En skalenoeder (från grekiska σκαληνός, skalenos, "ojämn/skev") är en polyeder som påminner om en bipyramid, men till skillnad från denna är sidoytorna oliksidiga trianglar (hos en bipyramid är de liksidiga eller, åtminstone, likbenta), vilket innebär att de båda "delpyramiderna" inte förenas av en plan polygon, utan en "skev" sådan. Detta gör att den i viss mån påminner om en trapetsoeder som också har en "sicksacksöm" mellan delpyramiderna, men till skillnad från denna möts delpyramidernas kanter i samma hörn hos skalenoedern och sidorna är därför triangulära i stället för fyrkantiga.
Regelbundna skalenoedrar (med kongruenta sidor) kan benämnas antingen "bi-n-gonala" efter den rotationssymmetri de uppvisar längs huvudaxeln (från pyramidtopp till pyramidtopp) eller "2n-gonala" efter hur många sidor som möts i vardera toppen. En di-trigional (2⋅3) och en hexagonal (6) skalenoeder betecknar således samma typ av polyeder med totalt tolv sidor.
Skalenoedrar förekommer i naturen inom de kubiska och hexagonala kristallsystemen.